# Jezioro Modre (Puszcza Zielonka)
Jezioro Modre (także: jezioro Torne) – jezioro polodowcowe położone na terenie Parku Krajobrazowego Puszcza Zielonka, niedaleko leśniczówki Odrzykożuch (oddział leśny 7g) w województwie wielkopolskim (gmina Murowana Goślina). Projektowany użytek ekologiczny.
Jest to jezioro bezodpływowe, położone na wododziale rzek Główna i Trojanka. Ma powierzchnię 4,33 ha. Brzegi w większości niedostępne, porośnięte trzciną, olchą i wierzbami. Wyjątek stanowi drewniany pomost turystyczny, zbudowany na potrzeby ścieżki edukacyjnej Kraina modrej przygody. Dno jeziora jest podwójne - na głębokości 0,5–1 m znajduje się zwarta masa pokładów torfowych, a pod nimi kolejna warstwa wody. Liczne są tutaj ślady żerowania bobrów. Przy pomoście istnieje wodowskaz oraz niewielka baza wędkarska. Ponadto funkcjonuje tu stacja nawadniająca na potrzeby pobliskiej szkółki leśnej Odrzykożuch (ujęcie wody, pompy i zraszacze).

## Galeria

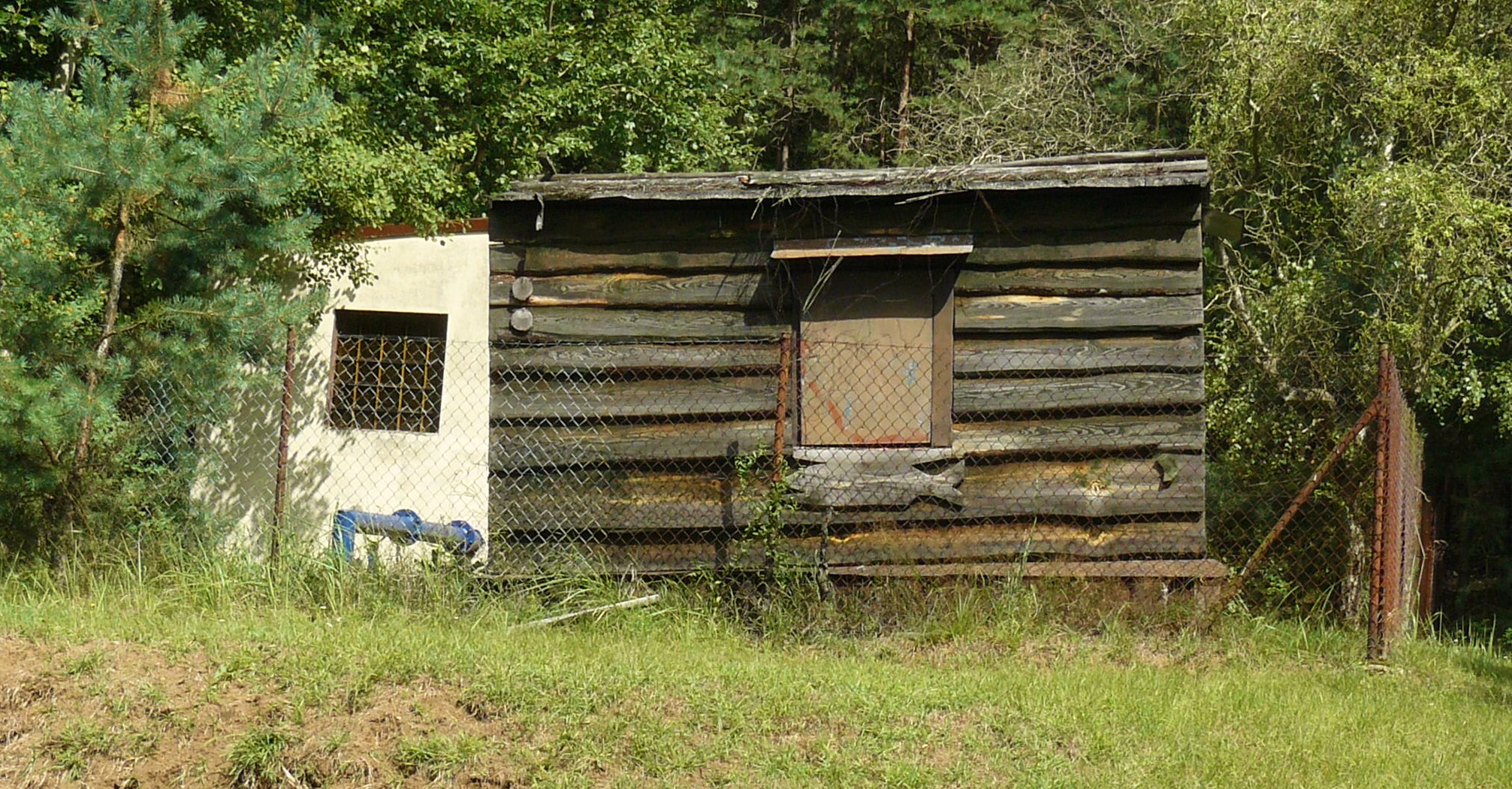
Baza wędkarska i przepompownia
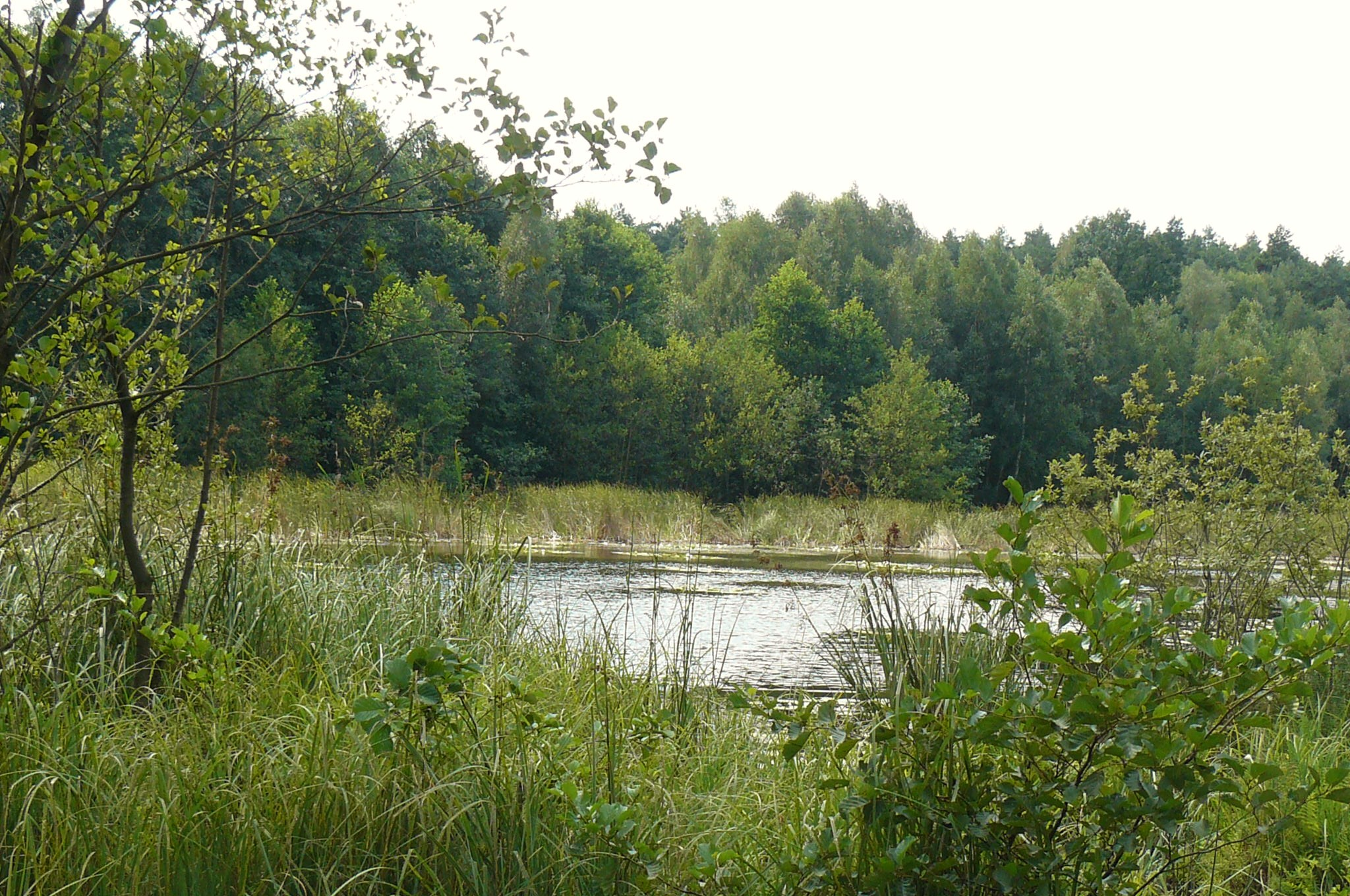
Flora